# Edifício Copan
L'Edifício Copan est un gratte-ciel résidentiel de 140 mètres de hauteur et de 38 étages situé dans la ville de São Paulo, au Brésil. Il a été conçu par l'architecte Oscar Niemeyer. Sa construction a démarré en 1957 et il a été achevé en 1966. Il compte 1 160 appartements de bon standing pour environ 5 000 résidents. Un code postal lui est réservé: le 01066-900. C'est l'immeuble qui propose la plus grande surface d'habitations au monde[réf. nécessaire].